# Deauville–Normandie repülőtér
A Deauville–Normandie repülőtér (IATA: DOL, ICAO: LFRG) egy nemzetközi repülőtér Franciaországban, Deauville közelében. Éves utasforgalma 147 370 fő (2018).

## Kifutók
A repülőtér futópályái:
- 12/30

## Forgalom
Az utasforgalom az elmúlt években az alábbi módon változott:
| Utasok száma | 18 537 | 19 824 | 23 206 | 41 034 | 81 859 | 120 004 | 111 807 | 139 197 | 134 621 | 75 378 |
|              | 1997   | 2000   | 2003   | 2005   | 2008   | 2011    | 2014    | 2016    | 2019    | 2022   |